# 菊池正士
菊池正士（1902年8月25日—1974年11月12日），日本核物理学家，他最早发现了电子显微学中出现的菊池线，并给出了正确的理论解释。
菊池的研究被記錄在1930年代的諾貝爾獎官方選考紀錄中。

## 生平
1902年生于东京。1926年毕业于东京帝国大学理学部物理学专业。1928年进入理化学研究所开始电子束衍射方面的研究，并在世界上首次观察到云母薄膜的完整电子衍射花样，首次提出并解释了菊池线现象。1929年赴德国留学。1934年起任大阪帝国大学教授，主持建造了日本第二个考克饒夫－瓦耳頓型（英語：Cockcroft - Walton）直流高压加速器（次於臺北帝國大學物理學講座的荒勝文策教授）。二战结束后，于1955年起任东京大学原子核研究所首任所长，并成功主持完成了可变能量回旋加速器的建造。1959年～1964年任日本原子力研究所理事长。1974年逝世。